# Сакобо (Сигнахский муниципалитет)
Сакобо (груз. საქობო) — село в Грузии, в муниципалитете Сигнахи края Кахетия. 

## География
Село расположено в южной части края, в 7 километрах по прямой к востоку от центра муниципалитета Сигнахи. Высота центра — 450 метров над уровнем моря.

## Население
По данным переписи населения 2014 года, в селе проживало 2662 человека.
| Год  | Население | Мужчины | Женщины |
| ---- | --------- | ------- | ------- |
| 2002 | 4072      | 1902    | 2170    |
| 2014 | 2662      | 1265    | 1397    |